# 于姆勒耶
于姆勒耶（法語：Humerœuille，法語發音：[ymʁœj]）是法国上法蘭西大區加来海峡省的一个市镇，属于阿拉斯区。

## 地理
于姆勒耶（50°24'16"N, 2°12'48"E）面积3.23 平方千米，位于法国上法蘭西大區加来海峡省，该省份为法国北部沿海省份，西北濒北海，南至索姆省，东临北部省。
与于姆勒耶接壤的市镇（或旧市镇、城区）包括：蒂利卡佩勒、于米耶尔、贝米库尔、泰努瓦斯河畔布朗日、埃克利默、埃兰。

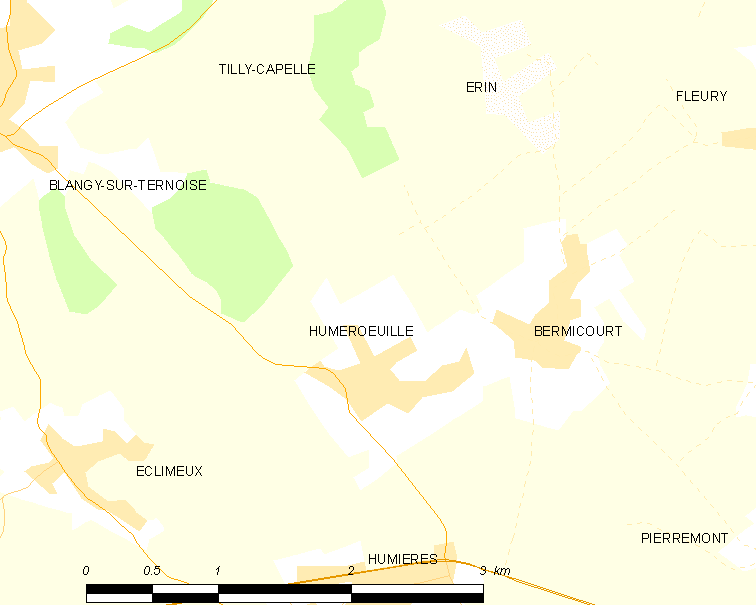
于姆勒耶的OSM定位图

于姆勒耶的时区为UTC+01:00、UTC+02:00（夏令时）。

## 行政
于姆勒耶的邮政编码为62130，INSEE市镇编码为62467。

## 政治
于姆勒耶所属的省级选区为泰努瓦斯河畔圣波勒县。

## 人口

1962-2008年间于姆勒耶人口变化图示

于姆勒耶于2022年1月1日时的人口数量为179人。